# 今治市消防本部
今治市消防本部（いまばりししょうぼうほんぶ）は、愛媛県今治市の消防部局（消防本部）。合併以前は今治地区事務組合、越智郡島部消防事務組合が消防業務を行っていた。

## 沿革
- 1949年8月 - 今治市消防本部を設置。

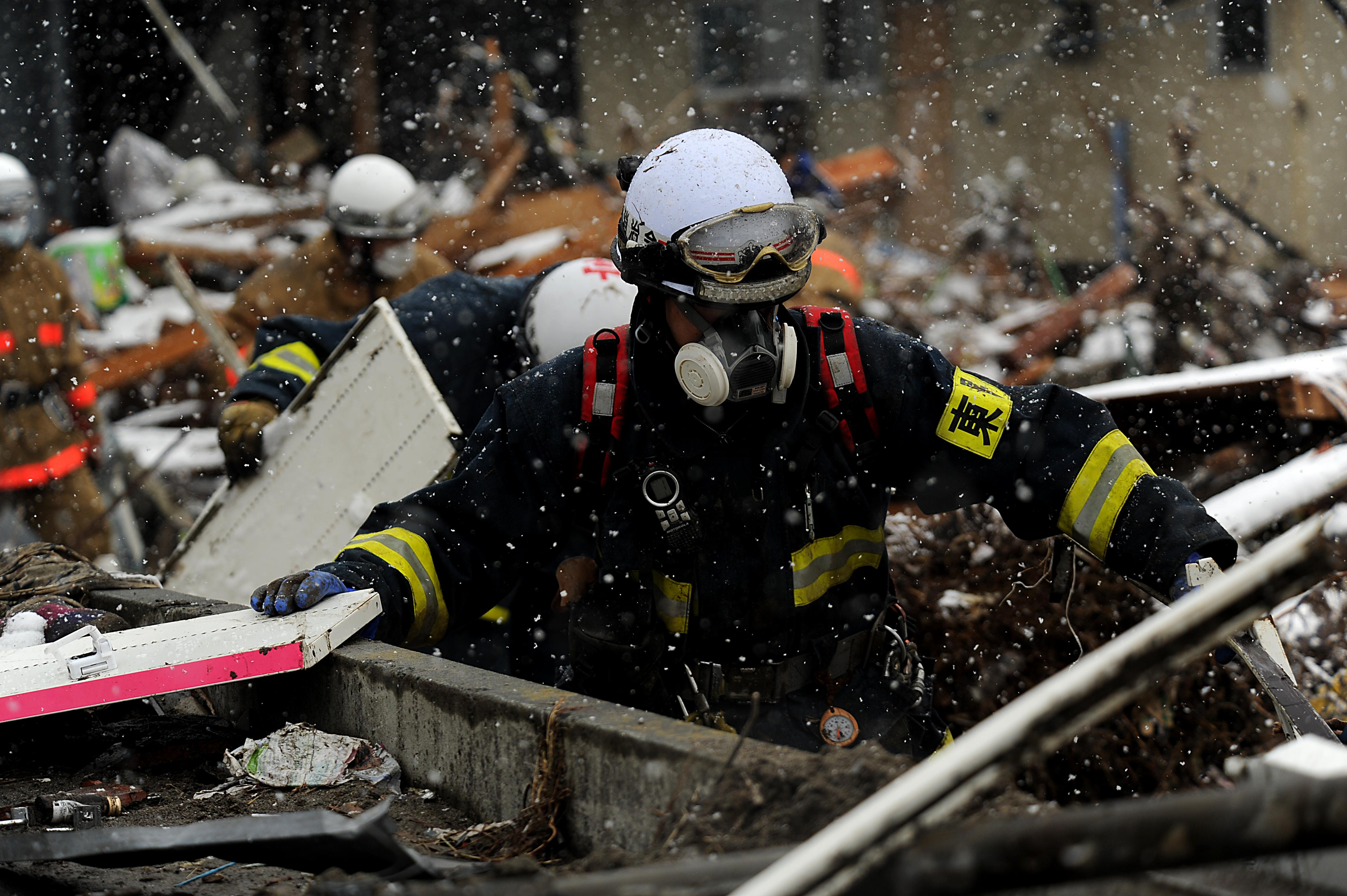
東日本大震災被災地で緊急消防援助隊愛媛県隊として活動する今治市消防本部の隊員 （2011年3月17日、釜石市鵜住居地区）

- 1974年3月 - 今治地区事務組合消防本部が業務開始。
- 1977年4月 - 越智郡島部消防事務組合が業務開始。
- 2005年1月 - 今治地区事務組合、越智郡島部消防事務組合が解散し両組合の消防業務を引き継ぐ形で「今治市消防本部」（5課4署4分署）発足。
- 2010年4月 - 防災対策課が市長部局となり、4課4署4分署となる。
- 2011年 - 東日本大震災に対して岩手県に緊急消防援助隊を派遣する。
- 2012年
  - 3月 - 西消防署新庁舎落成。
  - 4月 - 西消防署、業務開始。旧西消防署を菊間分署に名称を変更し玉川分署を廃止。4課3署5分署となる。
- 2013年
  - 6月 - 西消防署菊間分署の新庁舎落成。
  - 7月 - 西消防署菊間分署、業務開始。
- 2014年
  - 4月 - 消防救急デジタル無線設備運用開始。
  - 7月 - 北消防署の新庁舎落成。
  - 8月 - 北消防署、業務開始。
  - 9月 - 消防本部庁舎、増築落成。
  - 12月 - 高機能消防指令センターⅡ型運用開始。
- 2018年
  - 6月 - 西消防署波方分署の新庁舎落成。
  - 7月 - 西消防署波方分署、業務開始。

## 組織
- 本部－総務課、消防課、予防課、通信指令課
- 消防署

## 主力機械
- 主力機械
  - 消防ポンプ自動車：10
  - 水槽付消防ポンプ自動車：1
  - はしご付消防ポンプ自動車：2
  - 救助工作車：2
  - 高規格救急自動車：11
  - 軽救急自動車：2
  - 化学車：1
  - 指揮車：1
  - 資器材搬送車：2
  - 水難救助資機材搬送車及び支援車：1
  - 小型動力ポンプ付水槽車：1
  - 大型化学高所放水車：2
  - 泡原液搬送車：2
  - 広報車：18
  - マイクロバス：1
  - 消防救急艇：1

## 消防署
| 消防署     | 住所                  | 分署                                          |
| ---------- | --------------------- | --------------------------------------------- |
| 中央消防署 | 南宝来町2-1-1         | 東：旦甲264-1                                 |
| 西消防署   | クリエイティブヒルズ3 | 波方：波方町樋口甲1552-1 菊間：菊間町種4032   |
| 北消防署   | 伯方町叶浦甲1667-4    | 大島：宮窪町宮窪4764-5 大三島：上浦町井口5286 |